# Gran Hotel de Póvoa
El Gran Hotel de Póvoa (en portugués: Grande Hotel da Póvoa) en épocas anteriores Palace Hotel, es un hotel histórico situado en Póvoa de Varzim, Portugal. Tiene un estilo modernista de gran impacto y se encuentra en la plaza Passeio Alegre, en el centro de Póvoa de Varzim.
La fachada y la cubierta fue diseñada por el arquitecto Rogério de Azevedo, un prominente arquitecto del Nuevo Estado, que también diseñó el Casino de Póvoa. 
El hotel fue construido a principios de 1930, se agrupa en el mismo proyecto que Casino da Póvoa, construido durante el mismo tiempo. Este proyecto de hotel y casino Fue durante este período una de las inversiones más grandes de Portugal.